# Euexorista rebaptizata
Euexorista rebaptizata là một loài ruồi trong họ Tachinidae.